# Júszef el-Gúl
Júszef el-Gúl (arabul: يوسف محمد الغول – Yūsuf Muḥammad al-Ġūl) (Tripoli, 1936. június 1. – 1997. december 27.) líbiai nemzetközi labdarúgó-játékvezető.

## Pályafutása

### Nemzeti játékvezetés
A küldési gyakorlat szerint rendszeres partbírói tevékenységet is végzett. 1971-ben lett az I. Liga játékvezetője. A nemzeti játékvezetéstől 1982-ben vonult vissza.

### Nemzetközi játékvezetés
A Líbiai labdarúgó-szövetség Játékvezető Bizottsága (JB) terjesztette fel nemzetközi játékvezetőnek, a Nemzetközi Labdarúgó-szövetség (FIFA) 1977-től tartotta nyilván bírói keretében. Több válogatott és nemzetközi klubmérkőzést vezetett, vagy működő társának partbíróként segített. A líbiai nemzetközi játékvezetők rangsorában, a világbajnokság-Európa-bajnokság sorrendjében az első. helyet foglalja el 1 találkozó szolgálatával. Az aktív nemzetközi játékvezetéstől 1982-ben a FIFA JB 45 éves korhatárát elérve búcsúzott.

#### Labdarúgó-világbajnokság
A világbajnoki döntőhöz vezető úton Spanyolországba a XII., az 1982-es labdarúgó-világbajnokságra a FIFA JB bíróként alkalmazta. Selejtező mérkőzéseket a CAF zónában vezetett. A FIFA JB elvárása szerint, ha nem vezetett, akkor partbíróként tevékenykedett. Az első líbiai, aki világbajnokságon mérkőzésvezetéssel bíztak meg. Két csoportmérkőzésen 2. számú besorolást kapott. Világbajnokságon vezetett mérkőzéseinek száma: 1 + 2 (partbíró).

##### 1982-es labdarúgó-világbajnokság

###### Selejtező mérkőzés
| Időpont            | Helyszín                       | Mérkőzés típusa | Mérkőzés        | Eredmény | Nézők száma |
| ------------------ | ------------------------------ | --------------- | --------------- | -------- | ----------- |
| 1980. június 13.   | 1956. június 19. Stadion, Orán | első forduló    | Algéria–Belgium | 3 : 1    |             |
| 1980. december 28. | Központi Stadion, Kartúm       | második forduló | Szudán–Algéria  | 1 : 1    |             |

###### Világbajnoki mérkőzés
| Időpont          | Helyszín                    | Mérkőzés típusa              | Mérkőzés              | Eredmény | Nézők száma |
| ---------------- | --------------------------- | ---------------------------- | --------------------- | -------- | ----------- |
| 1982. június 19. | La Rosaleda Stadion, Málaga | csoportmérkőzés (6. csoport) | Szovjetunió–Új-Zéland | 3 : 0    | 19 000      |

#### Afrikai nemzetek kupája
Etiópia a 10., az 1976-os afrikai nemzetek kupája, Ghána a 11., az 1978-as afrikai nemzetek kupája labdarúgó tornát rendezte, ahol a CAF JB bíróként foglalkoztatták.

##### 1976-os afrikai nemzetek kupája

###### Afrikai Nemzetek Kupája mérkőzés
| Időpont          | Helyszín                       | Mérkőzés típusa              | Mérkőzés         | Eredmény |
| ---------------- | ------------------------------ | ---------------------------- | ---------------- | -------- |
| 1976. március 4. | Központi Stadion, Dire Dawa    | csoportmérkőzés (B. csoport) | Marokkó–Zaire    | 1 – 0    |
| 1976. március 9. | Központi Stadion, Addisz-Abeba | döntő csoport                | Marokkó–Egyiptom | 2 – 1    |

##### 1978-as afrikai nemzetek kupája

###### Afrikai Nemzetek Kupája mérkőzés
| Időpont           | Helyszín              | Mérkőzés típusa | Mérkőzés     | Eredmény |
| ----------------- | --------------------- | --------------- | ------------ | -------- |
| 1978. március 16. | Városi Stadion, Accra | döntő           | Ghána–Uganda | 2 : 0    |